# Garrett Wareing
Garrett Wareing, född 31 augusti 2001 i College Station i Texas, är en amerikansk skådespelare. 
Han är bland annat känd för rollen som Stetson "Stet" Tate i filmen Boychoir från 2014, Zach i Pretty Little Liars: The Perfectionists och TJ Morrison i Manifest. Han har också medverkat i filmen Independence Day: Återkomsten från 2016, och kommer att medverka i den kommande Netflixserien Ransom Canyon, samt i den Stephen King-baserade filmen The Long Walk.

## Filmografi (i urval)

### Filmer
- 2014 – Boychoir
- 2016 – Independence Day: Återkomsten
- 2018 – Perfect
- 2023 – God Is a Bullet
- 2025 – The Long Walk

### TV-serier
- 2018 – Chicago Med (TV-serie)
- 2019 – Pretty Little Liars: The Perfectionists (TV-serie)
- 2020–2022 – Manifest (TV-serie)
- 2025 – Ransom Canyon (TV-serie)